# Coupe latine de rink hockey 2003
Navigation
Coupe latine de rink hockey 2002 Coupe latine de rink hockey 2004
La Coupe latine de rink hockey 2003 est la 21e édition de la compétition organisée par le Comité européen de rink hockey. Cette édition a lieu à Alcobaça, au Portugal du 14 au 16 février 2003. Le Portugal remporte pour la onzième fois ce tournoi.

## Déroulement
Les quatre équipes s'affrontent toutes une fois. 

## Classement et résultats
| Rang | Équipe   | Pts | J | G | N | P | Bp | Bc | Diff |  | Résultats |  |     |     |     |
| ---- | -------- | --- | - | - | - | - | -- | -- | ---- |  | --------- |  | --- | --- | --- |
| 1    | Portugal | 7   | 3 | 2 | 1 | 0 | 9  | 1  | +8   |  | Portugal  |  | 0-0 | 3-0 | 6-1 |
| 2    | Espagne  | 7   | 3 | 2 | 1 | 0 | 4  | 0  | +4   |  | Espagne   |  |     | 3-0 | 1-0 |
| 3    | Italie   | 3   | 3 | 1 | 0 | 2 | 4  | 9  | -5   |  | Italie    |  |     |     | 4-3 |
| 4    | France   | 0   | 3 | 0 | 0 | 3 | 4  | 11 | -7   |  | France    |  |     |     |     |

## Sources
- (pt) Cet article est partiellement ou en totalité issu de l’article de Wikipédia en portugais intitulé « Taça Latina de 2003 » (voir la liste des auteurs).